# Richard Wagner (Renoir)
Pour les articles homonymes, voir Richard Wagner (homonymie).
Richard Wagner est un tableau réalisé par le peintre français Auguste Renoir en janvier 1882 à Palerme, en Italie. Cette huile sur toile est un portrait en buste du compositeur allemand Richard Wagner, dont l'impressionniste est un admirateur. L'œuvre est conservée depuis 1986 au musée d'Orsay, à Paris.

## Contexte historique
Renoir fut en France, l'un des premiers admirateurs de Wagner. 
Lors d'un voyage en Italie, au début de l'année 1882, il a l'occasion de se rendre à Palerme où séjourne Wagner qui vient de terminer l'orchestration de Parsifal.
Après deux essais infructueux, il est enfin introduit auprès de Wagner ; en effet, outre Renoir, un autre peintre allemand convoitait de peindre le maître. 
Cependant Wagner se rendit au désir du peintre français ; toutefois, il posa comme condition que la séance de pose ne durerait pas plus de vingt minutes.
A la fin de la courte séance de pose (35 minutes), Wagner a demandé à voir le portrait, il a dit : "Ah ! Ah ! Je ressemble à un prêtre protestant", ce qui est vrai".

## Appréciations
Cosima Wagner écrit dans son Journal, en date du dimanche 15 janvier 1882 : « Quant au résultat très étrange, bleu-rose, Richard dit qu’il a l’air d’un embryon d’ange avalé par un Épicurien qui croit que c’est une huître».
Le commentaire du compositeur sur cette toile impressionniste ne laisse aucun doute quant à son appréciation de l’œuvre.

## Provenance
- Collection Robert de Bonnières
- Collection Crombez, Tournai
- De 1925 à 1932, dans la collection Jules Strauss
- 1932, vente Jules Strauss, Paris, Galerie Georges Petit, 15 décembre 1932, n°78
- De 1932 à 1947, dans la collection Alfred Cortot
- Don du pianiste Alfred Cortot au Louvre[2].
- 1947, accepté par l'Etat à titre de donation sous réserve d'usufruit Alfred Cortot-Clotilde
- Bréal au musée du Louvre
- 1947, attribué au musée du Louvre, Paris
- De 1963 à 1986, musée du Louvre, galerie du Jeu de Paume, Paris
- 1986, affecté au musée d'Orsay, Paris